# OpenMM
OpenMM è sia una libreria open source che un programma per la simulazione di dinamiche molecolari, mantenuto dal PandeLab. Compatibile con i linguaggi Python, C++, Fortran e altri, ha la possibilità di essere accelerato su GPU. È, inoltre, in grado di interfacciarsi con altri tools di simulazioni molecolari come AMOEBA, Gromacs o AMBER. Creato dal ricercatore Vijay Pande, dell'Università di Stanford, adesso il progetto è liberamente disponibile su GitHub.

## Storia del programma
La prima versione del programma, la Preview Release 1, è stata pubblicata nel settembre del 2008, mentre la prima versione stabile, la 1.0 è stata resa pubblica nel gennaio 2010, includendo già il supporto ai linguaggi per gpu OpenCL e Cuda. L'ultima versione pubblicata è la 7.7.0 del dicembre 2021.

## Scopo
Il linguaggio OpenMM, grazie alla sua flessibilità e precisione, è utilizzato per ricerche in molti campi, dalla chimica teorica alla ricerca su malattie come la malattia di Alzheimer o la Corea di Hungtinton.

## Progetti correlati
Il progetto Folding@Home è interamente costruito attorno alla libreria OpenMM.